# Rose Araujo
Rose Araujo (Rio de Janeiro) é uma quadrinista, professora de artes, escritora e designer brasileira.

## Biografia
Rose Araujo começou sua carreira na ilustração em 1989, ilustrando para a editora Agir o livro A Venda do Sr. Vento, de Maria Helena Hess Alves, passando, a partir daí, a fazer diversas outras ilustrações de livros. Em 1994, lançou a agenda infantil Os Amigos da Lis: 365 dias de Ética, com tiras cômicas da personagem Lis, que criara em 1988 originalmente para um trabalho de faculdade.
Começou a trabalhar como cartunista em 1998 no jornal Extra e na revista dominical Canal Extra, com a tira cômica Os Amigos da Lis (publicada até 2012). Também participou de três volumes da coletânea Tiras de Letra: Até Debaixo d'Água (2008), Na Batalha (2009) e Nota Dez (2010). Também em 2006, foi uma das representantes do Brasil na exposição As Mulheres Criadoras e a Arte da Caricatura, que percorreu países como Peru, Espanha, Portugal, México, Itália, Cuba, Estados Unidos e China.
Em 2011, Rose publicou o livro Iscola... o Crime, que trazia uma coletânea das tiras de mesmo nome publicadas desde 2007 no jornal Graphiq. As tiras mostram o universo escolar com violência, bullying, dificuldade de aprendizagem e desvalorização do professor. A inspiração foi da vivência de Rose e como professora em escolas públicas.

## Prêmios e indicações
Em 2012, Rose Araujo foi indicada ao Troféu HQ Mix de melhor publicação de tiras pelo livro Iscola... o Crime. Em 2022, ganhou o Prêmio Angelo Agostini de melhor lançamento independente por Quarentena em Quadrinhos.